# Villa aperta
Villa aperta är en tvåvingeart som först beskrevs av Walker 1852.  Villa aperta ingår i släktet Villa och familjen svävflugor. Inga underarter finns listade i Catalogue of Life.